# Centro (Rio de Janeiro)
Pour les articles homonymes, voir Centro.
Le Centre (en portugais : Centro) est un quartier de classe moyenne de la zone centrale de la ville de Rio de Janeiro, au Brésil. Le quartier est essentiellement commercial et touristique, mais possède aussi des bâtiments résidentiels. Il accueille la plus grande concentration de bâtiments financiers, sièges d'entreprises (Petrobrás, Vale, Embratel (pt), parmi d'autres) et bureaux de la ville. La caractéristique de ses bâtiments peut varier des constructions historiques à des gratte-ciel modernes. Depuis 1763, lorsque la ville de Sao Sebastiao do Rio de Janeiro a été élevée au rang de siège administratif de la colonie portugaise du Brésil, jusqu'à 1960, lorsque la nouvelle capitale a été créée à Brasilia District fédéral, le Centre a été le théâtre de certaines des plus importantes décisions et événements de l'histoire du pays. Des vestiges architecturaux de ce passé subsistent aujourd'hui, convertis en d'importantes attractions touristiques.
Depuis 2009, le Centre a été l'objet d'un processus intense et rapide de récupération et de revitalisation à travers le programme Porto Maravilha (« Port Merveille »), dirigé par la mairie de la ville avec le soutien du Ministère des Villes et du secteur privé.
Sur le plan culturel, le quartier est sans doute celui qui a le plus grand nombre de sites connectés au patrimoine historique de la ville, et du Brésil. En plus des antiquités, il y a aussi quelques joyaux architectural du modernisme, comme le bâtiment Gustavo Capanema, conçu par Le Corbusier, Oscar Niemeyer et Lúcio Costa, entre autres, avec ses tuiles et fresques intérieures peints par Candido Portinari. Les plus grands campus des grandes universités et instituts du pays sont installés dans le centre, tels que la Faculté de droit de l'Université fédérale de Rio de Janeiro et l'Institut fédéral de la philosophie et des sciences sociales de Rio de Janeiro.
Le quartier dispose d'un grand nombre d'établissements commerciaux, hôtels, théâtres, cinémas, marchés populaires, places, musées, bibliothèques, cafés. Il est traditionnellement le centre de la vie Bohême de la ville, surtout le sub-quartier Lapa. Il est desservi par les stations de métro Cinelândia, Carioca, Uruguaiana, Presidente Vargas et Central ainsi que la gare Central do Brasil.

## Géographie
Il ne borde pas les zones Nord et Sud de la ville, étant bordé de tous côtés par les quartiers centraux (à l'exception de la baie de Guanabara). Ses quartiers voisins sont : Catumbi, Cidade Nova, Gamboa, Gloria, Lapa, Santa Teresa, Saúde et Santo Cristo.
Naturellement, c'est une grande zone plate avec quelques collines basses. Son littoral d'origine n'existe plus, en raison de plusieurs décharges progressives, principalement pour la modélisation actuelle du port de Rio de Janeiro. Elle est traversée par l'Avenida Presidente Vargas, l'Avenida Rio Branco et l'Avenida Rodrigues Alves, qui subit actuellement une transformation urbaine drastique en raison de la démolition de l'autoroute périphérique surélevée.

## Galerie

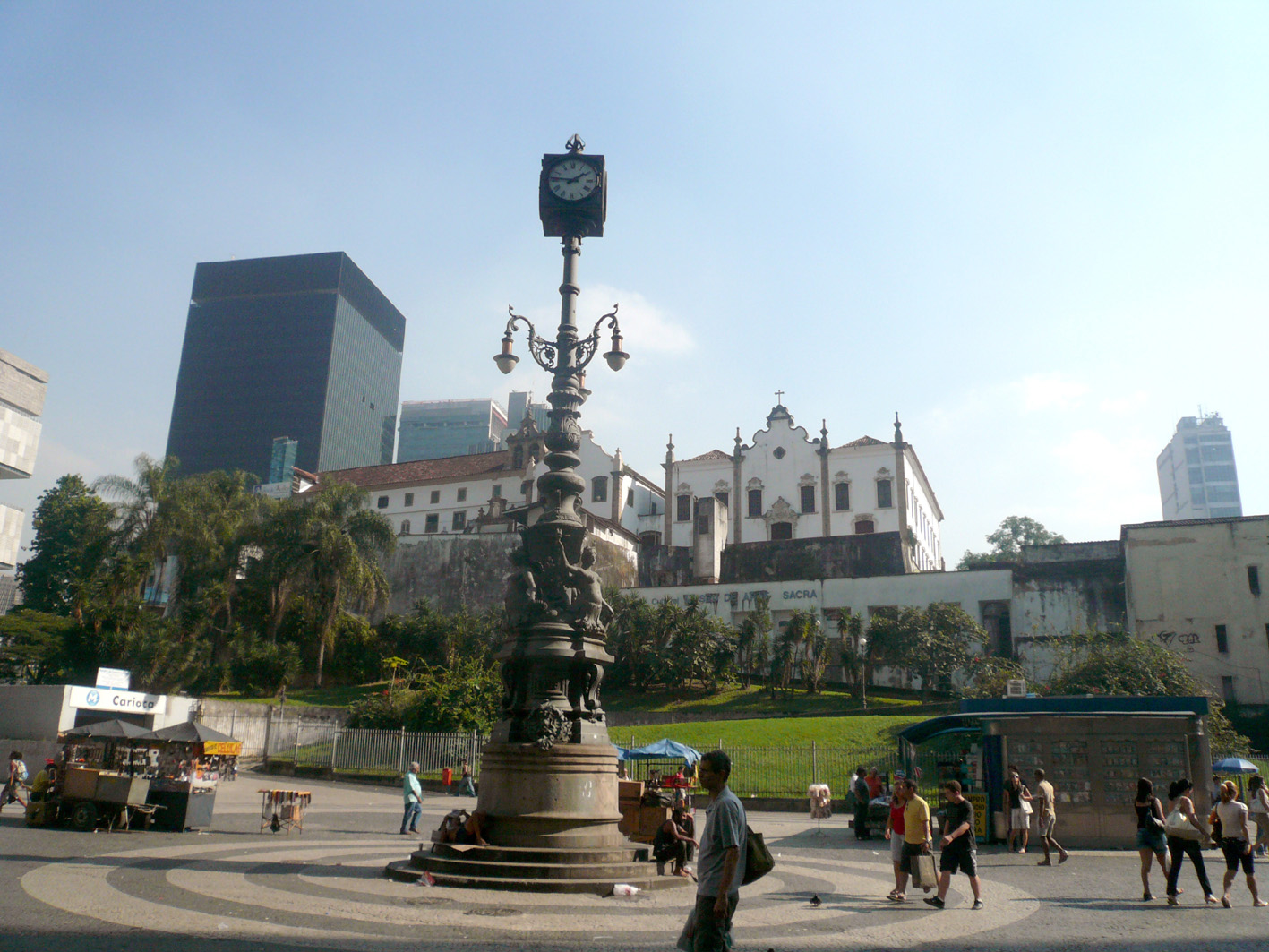
Largo da Carioca.
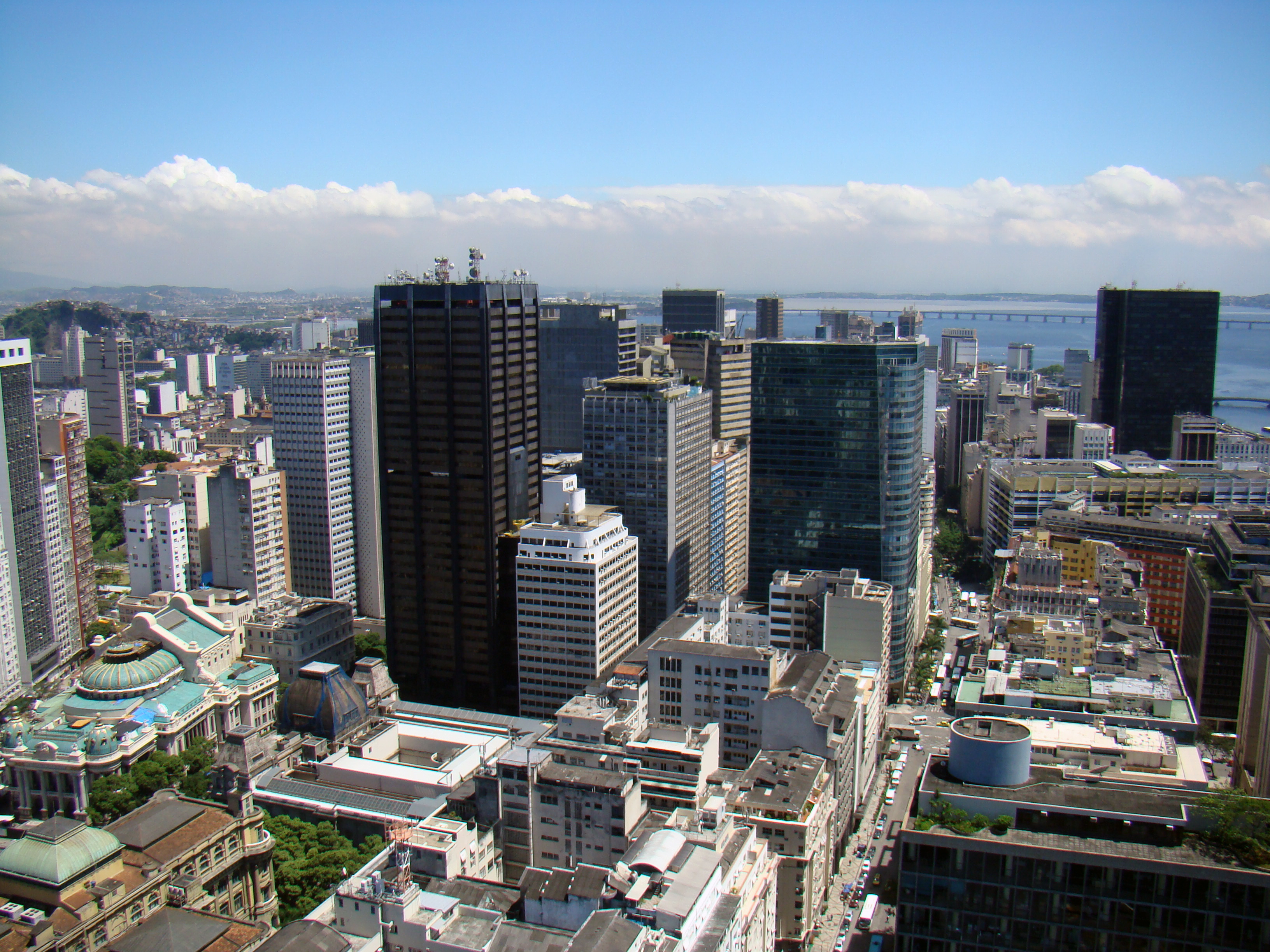
Vue aérienne du quartier.
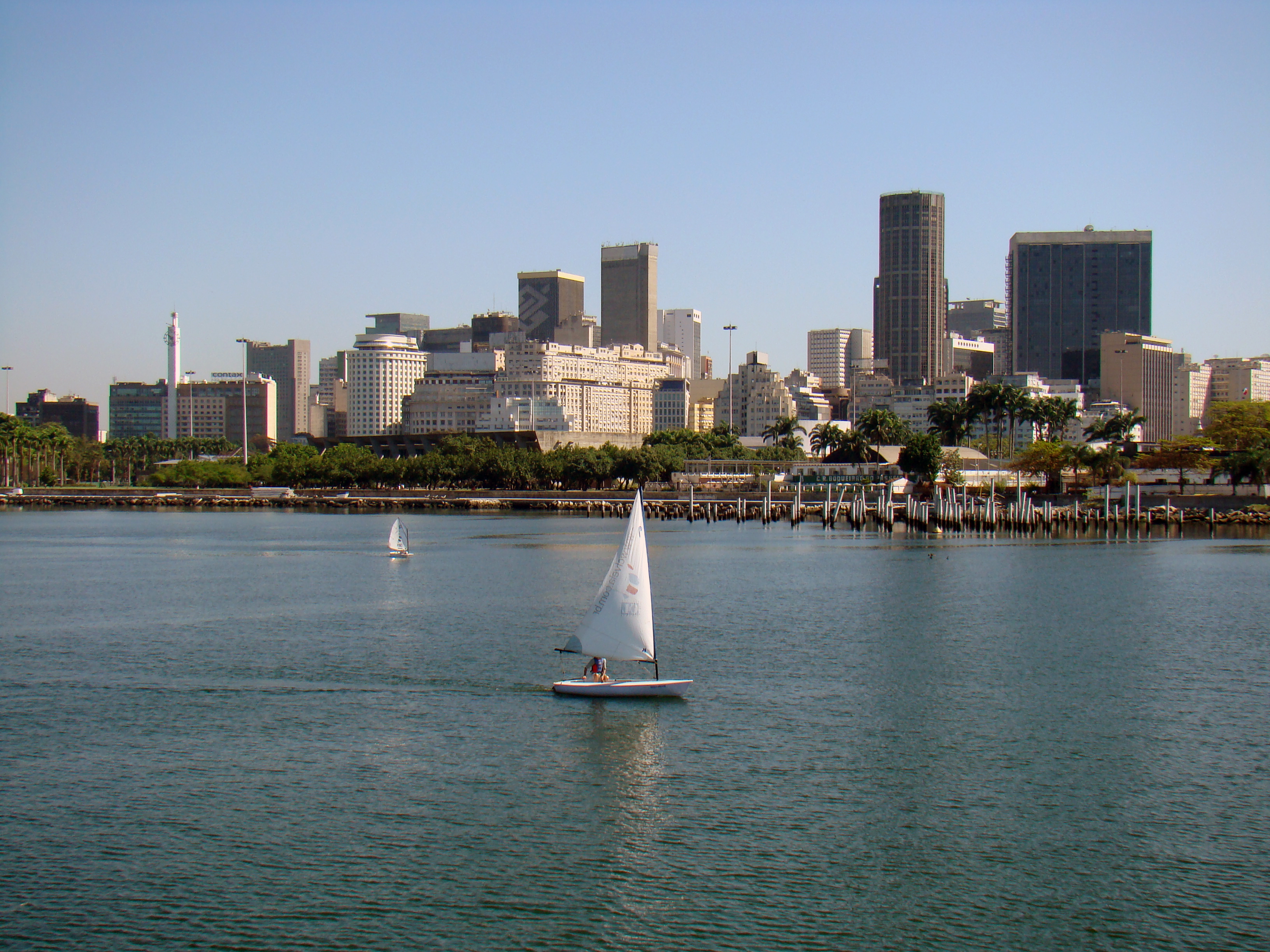
Vue depuis la Baie de Guanabara.

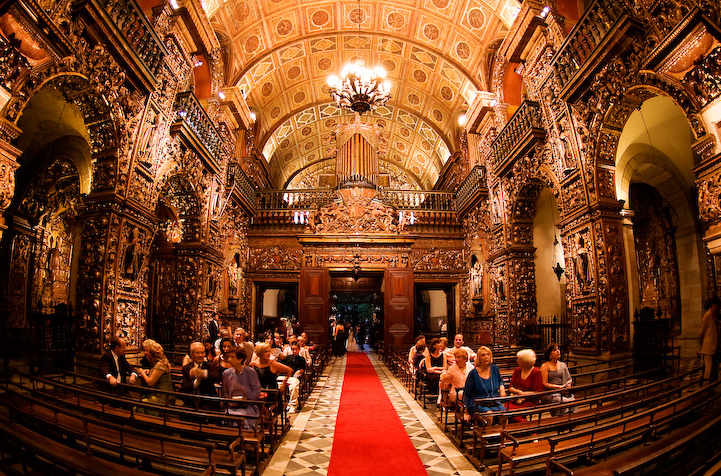
Intérieur de l'Abbaye Saint-Benoît de Rio de Janeiro.
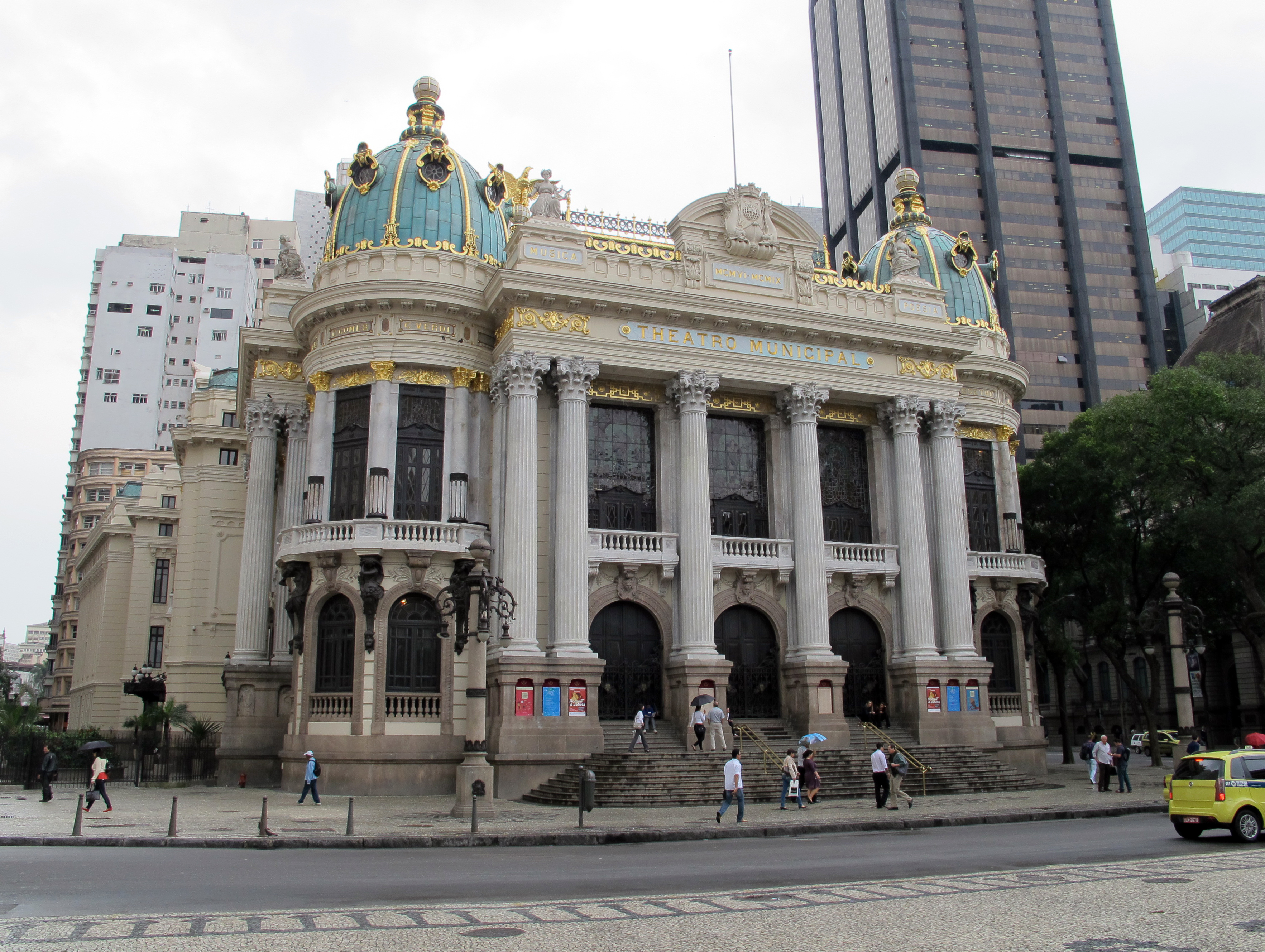
Theatro Municipal.
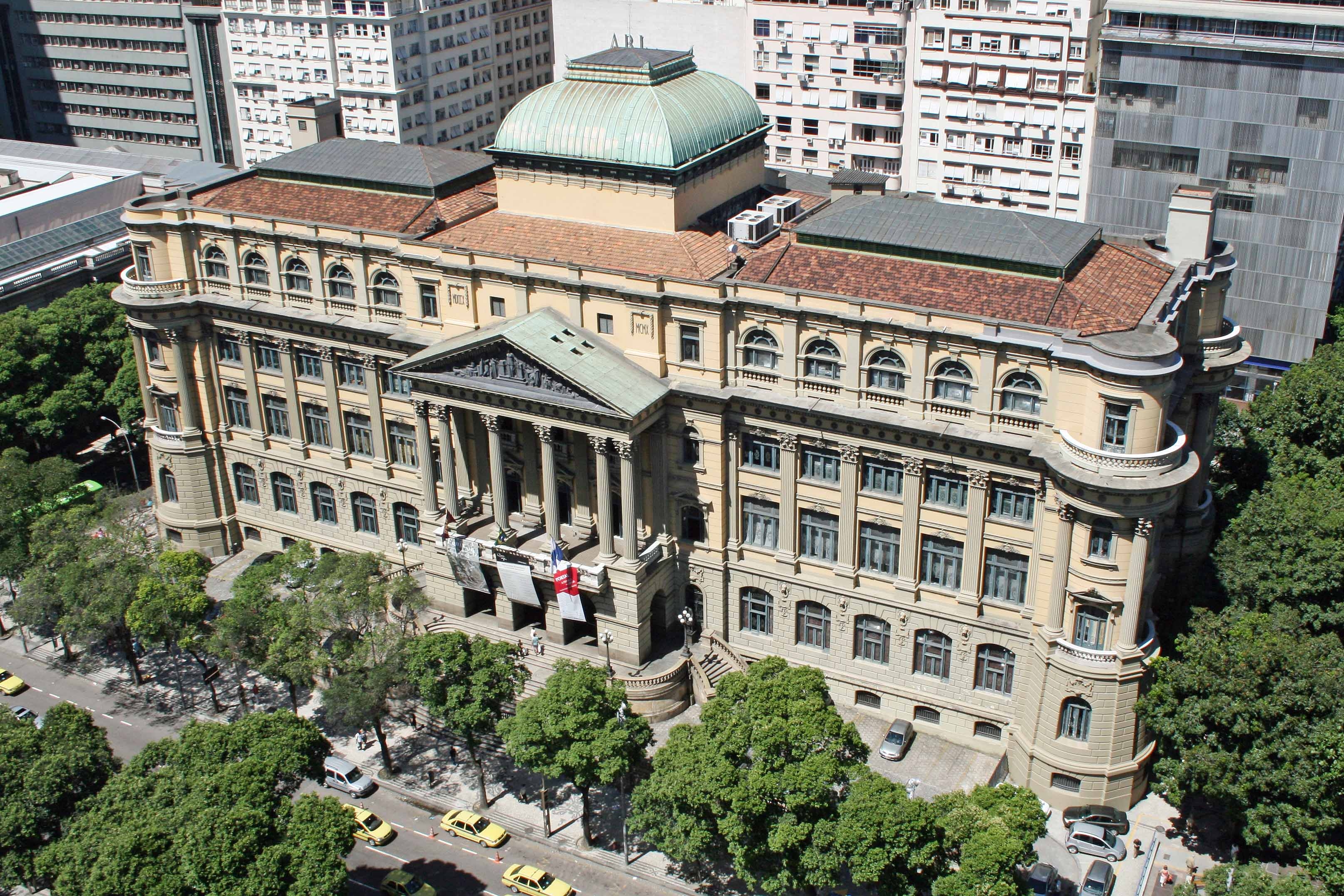
Bibliothèque nationale du Brésil